# 明太祖实录
《明太祖实录》，全名《大明太祖聖神文武欽明啟運俊德成功統天大孝高皇帝實錄》，记录中国明朝明太祖、建文帝两朝皇帝事迹的史籍。根据《明史·艺文志》的记载：《明太祖实录》共有二五七卷。

## 實錄沿革
建文元年（1399年），董伦等初修此书。靖难之役后，解缙等于永乐元年（1403年）奉旨重修，九年（1411年），在姚广孝和夏原吉监修之下，胡广等复修，至十六年（1418年）书成。
该书原起元至正辛卯（1351年），讫洪武三十一年戊寅（1398年），首尾四十八年。万历时，在杨天民等人的请求下，附建文帝事迹于后。

## 爭議
《明太祖實錄》在建文帝時即有修改，燕王朱棣靖難之變登位後重修的《明太祖實錄》，長久以來被後人認為隱去很多史實，其中一點就是朱棣生母問題。實錄中稱朱棣乃馬皇后所生，因而為明太祖之嫡子。但明末已有人懷疑此真確性，認為馬皇后无子。